# Службовий автомобіль Президента Російської Федерації

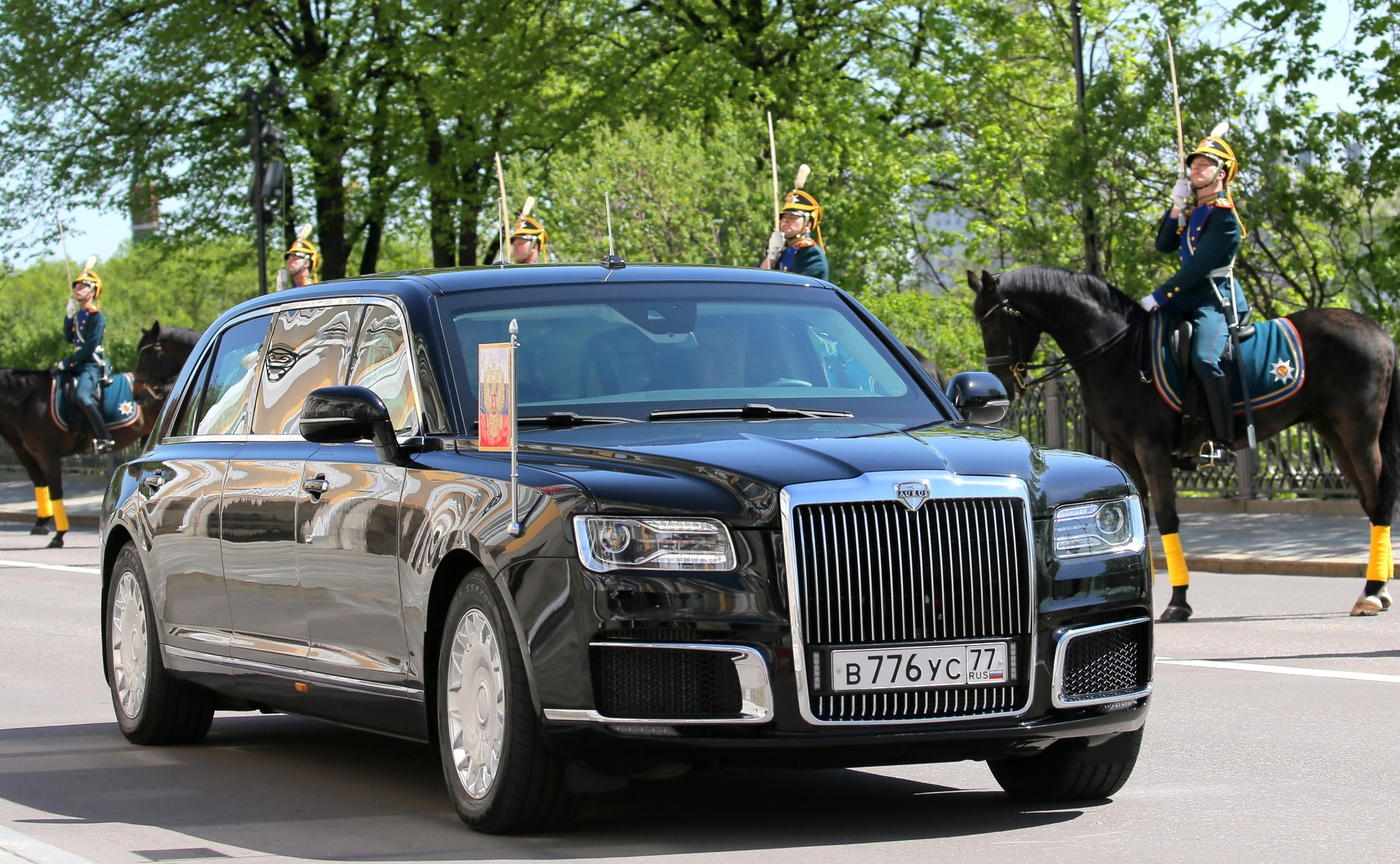
Лімузин президента РФ Aurus-41231SB «Сенат» на інавгурації 2018 року.

Службовий автомобіль Президента РФ — офіційний державний автомобіль президента РФ. З чергової інавгурації Путіна 7 травня 2018 року автомобіль Aurus-41231SB «Сенат» використовується як його основний службовий автомобіль.
Реєстраційний знак — В776УС77, відноситься до московського регіону. До скасування 2007 року на президентському лімузині використовувалися привілейовані реєстраційні знаки спеціальної серії федеральних автомобільних номерів, на яких замість цифр коду регіону був зображений триколірний російський прапор. Також відомі випадки, коли президентський лімузин експлуатувався без встановленого спереду автомобіля номерного знака.

## Характеристики і пристрій автомобіля президента
Автомобіль являє собою розробку ФГУП «НАМИ». Довжина — 6,62 м, ширина — 2 м, висота 1,7 м при вазі 6,5 т дорожній просвіт становить 20 см. В автомобілі встановлено V-подібний 8-циліндровий двигун об'ємом 4,4 л потужністю 598 к. с. (439,83 кВт) з автоматичною 9-ступінчастою коробкою передач Kate R932 російського виробництва і повним приводом.
Скло і кузов лімузина броньовані. На передніх крилах автомобіля розміщені отвори для використання президентського штандарту. У разі якщо автомобіль їде без президента, штандарт не використовується. По краях рамки номерного знака спереду автомобіля використовуються світлові спецсигнали синього кольору у вигляді стробоскопів.

## Президентський кортеж

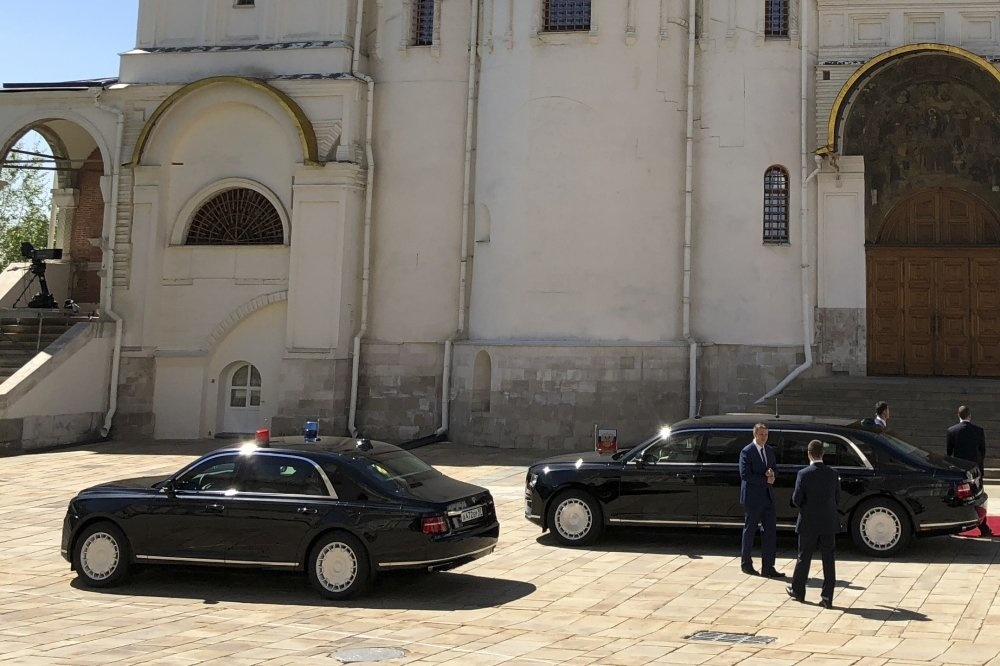
Автомобіль охорони Aurus-4123 (зліва) супроводжує лімузин президента РФ Aurus-41231SB.

Задля безпеки поряд з автомобілем завжди їдуть машини супроводу й охорони. Як основні автомобілі охорони використовуються Mercedes-Benz G-класу. З травня 2018 року для супроводження лімузина використовуються також автомобілі російського виробництва з проекту «Кортеж».
Під час урочистих заходів та державних візитів до інших країн у складі президентського кортежу використовується мотоциклетний ескорт, що складався з мотоциклів марок BMW і «Урал».

## Фотогалерея

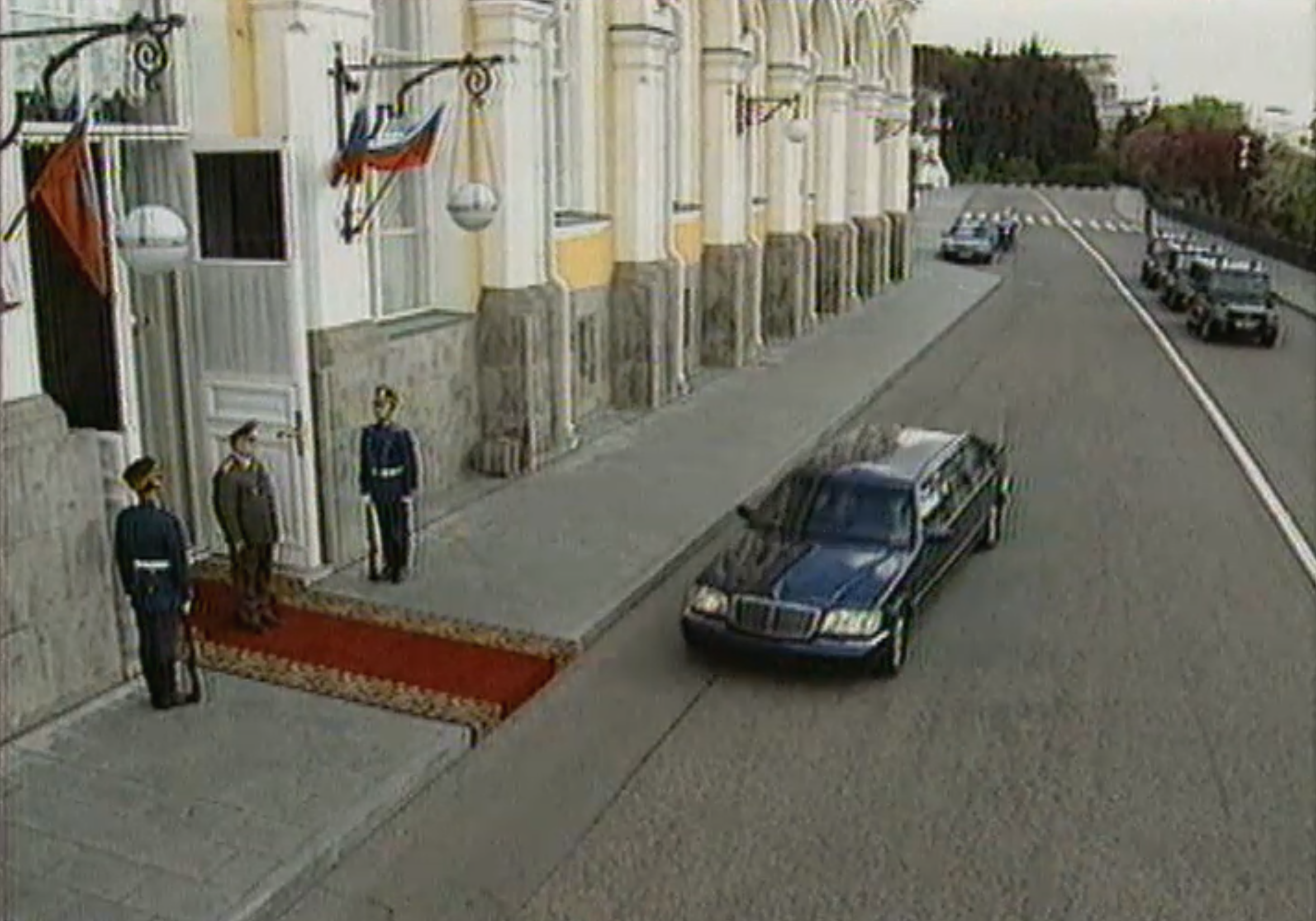
Mercedes-Benz S600 Pullman Guard в кузові V140 на інавгурації 7 травня 2000 року
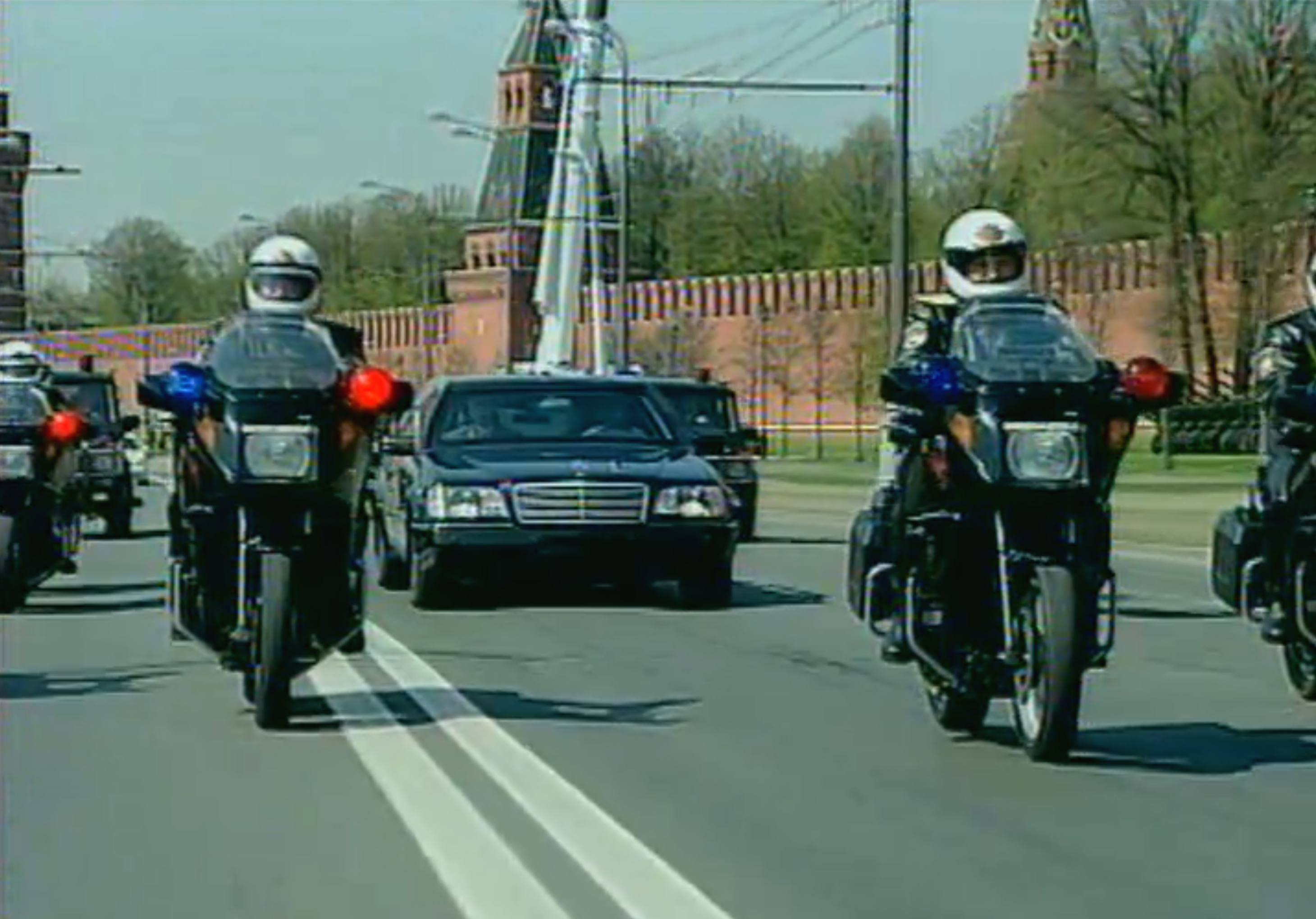
Mercedes-Benz S600 Pullman Guard в кузові V140 у супроводі кортежу на інавгурації 2004 року
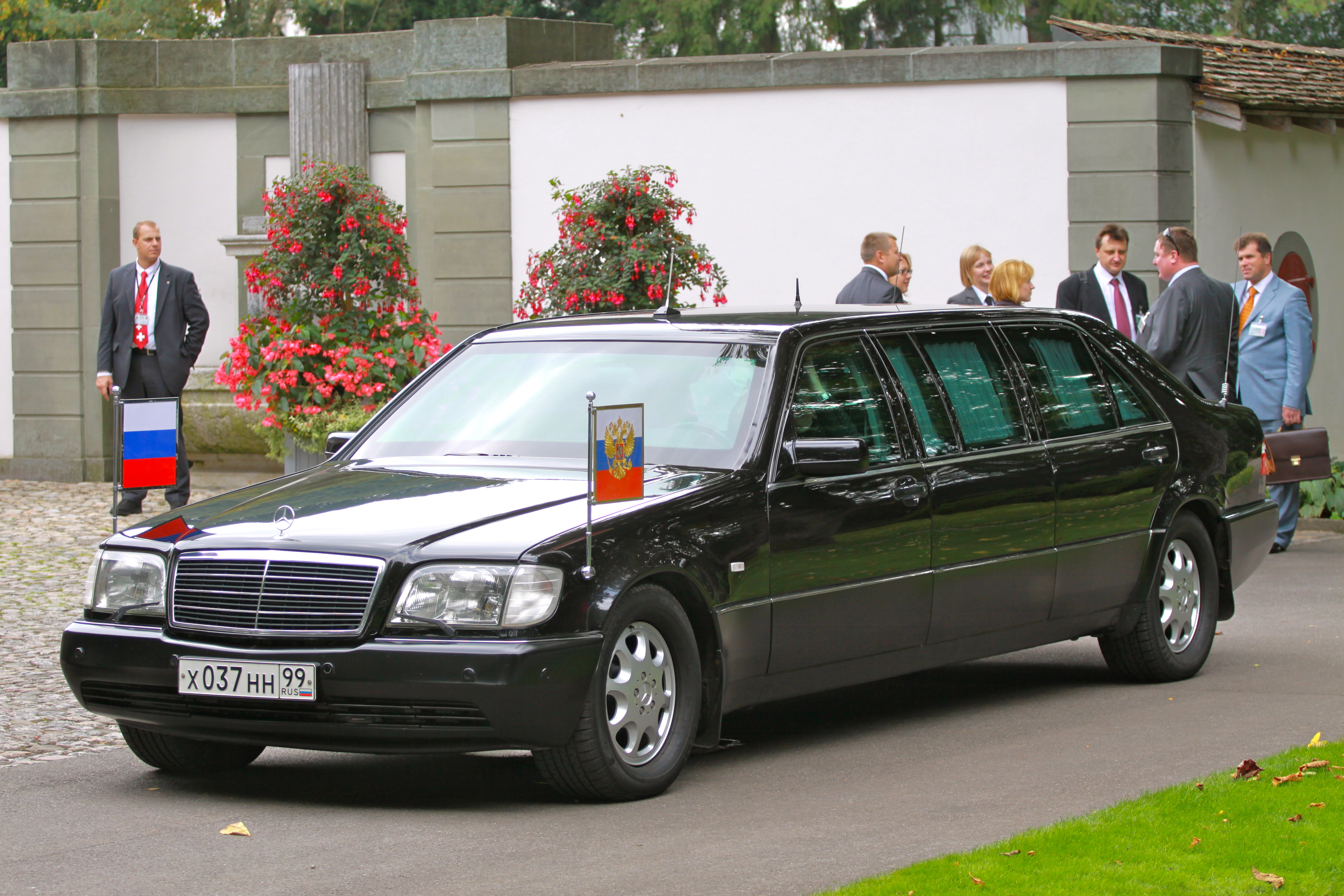
Mercedes-Benz S600 в кузові V140 під час державного візиту Медвєдєва до Швеції у вересні 2009 року
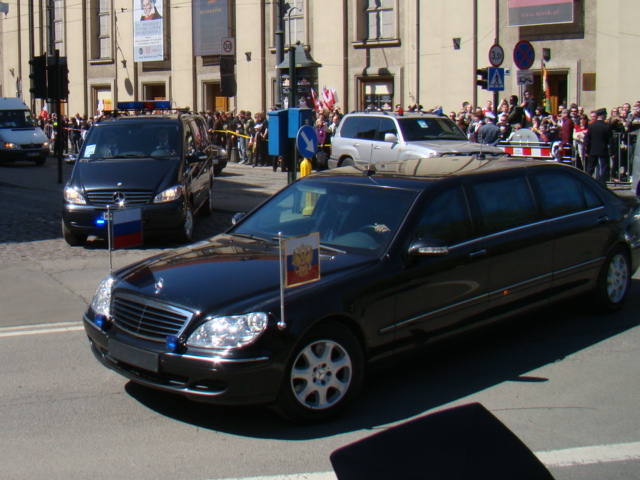
Mercedes-Benz S600 в кузові V220 під час візиту до Польщі у квітні 2010 року
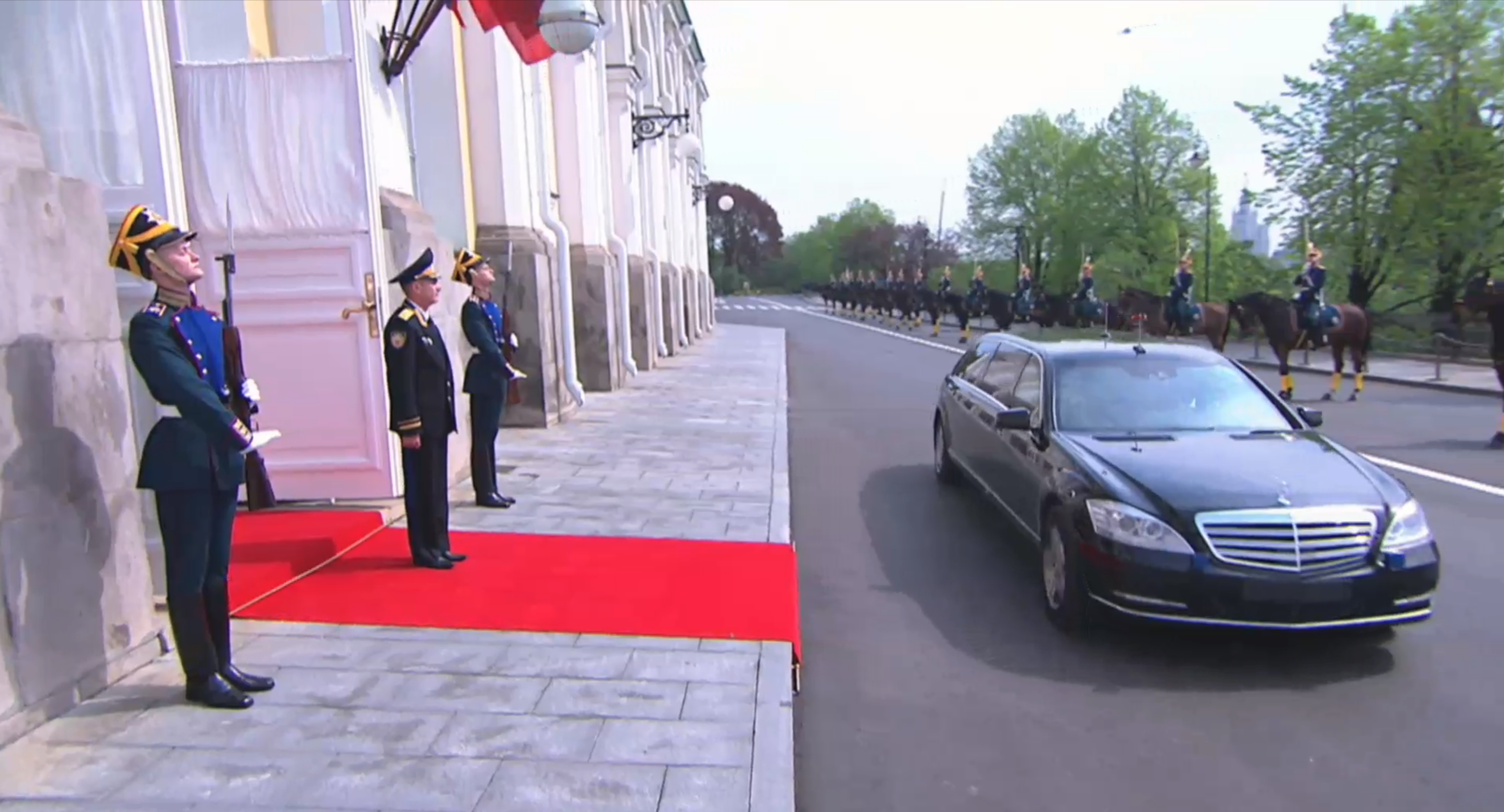
Mercedes-Benz S600 Pullman Guard в кузові V221 на інавгурації 7 травня 2012 року
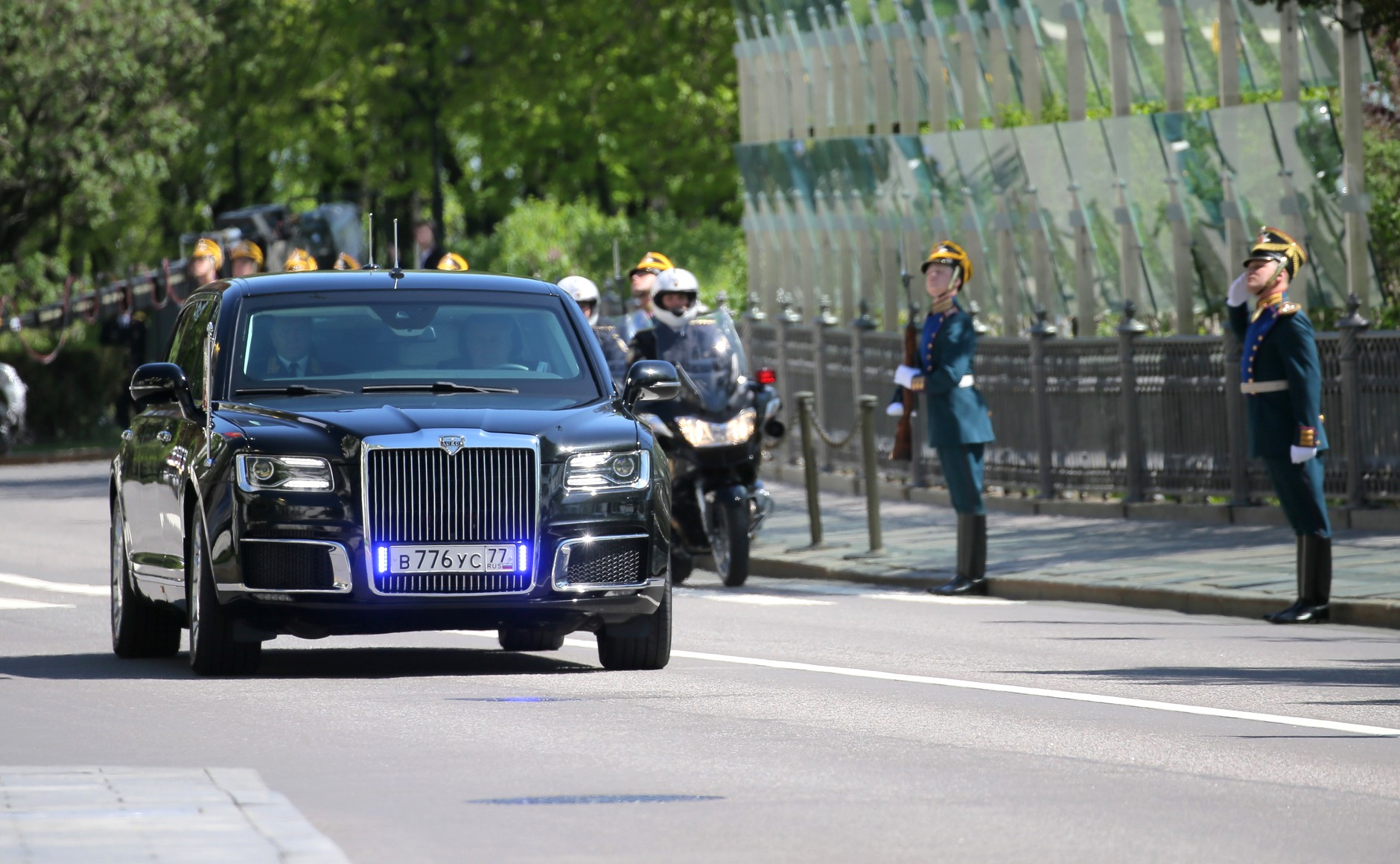
Aurus-41231SB «Сенат» на інавгурації Путіна 2018 року.